# پارادوکس بورالی-فورتی

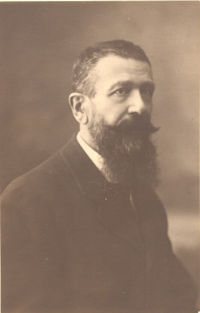
فورتی

در نظریه مجموعه ها، که شاخه‌ای از ریاضیات است، پارادوکس بورالی - فورتی نشان می‌دهد که ساختن «مجموعه تمام اعداد ترتیبی» منجر به تناقض شده، و لذا به یک تناقض در اصول (به انگلیسی: antinomy یا آنتیموان) سیستمی منجر می‌شود که جواز ساختن آن مجموعه را می‌دهد . این نامگذاری ، پس از ￼￼سیزار بورالی - فورتی انجام شد که در سال ۱۸۹۷ به چاپ مقاله‌ای مبادرت ورزید که در حالی که خودش خبر نداشت، با نتیجه دیگری که توسط کانتور ثابت شده بود ، مغایرت داشت. برتراند راسل پس از آن متوجه تناقض شد و هنگامی که در سال ۱۹۰۳ کتاب «اصول ریاضیات» اش را چاپ نمود، اعلام کرد که این مسئله بواسطه مقاله بورالی - فورتی، و با نتیجه‌ای که بعداً به نام بورالی - فورتی مشهور شد ، به ذهن او رسیده بود.